# Républiques pyrénéennes
 (août 2021).
 (août 2021).
La mise en forme du texte ne suit pas les recommandations de Wikipédia : il faut le « wikifier ».
Les points d'amélioration suivants sont les cas les plus fréquents. Le détail des points à revoir est peut-être précisé sur la page de discussion.
- Les titres sont pré-formatés par le logiciel. Ils ne sont ni en capitales, ni en gras.
- Le texte ne doit pas être écrit en capitales (les noms de famille non plus), ni en gras, ni en italique, ni en « petit »…
- Le gras n'est utilisé que pour surligner le titre de l'article dans l'introduction, une seule fois.
- L'italique est rarement utilisé : mots en langue étrangère, titres d'œuvres, noms de bateaux, etc.
- Les citations ne sont pas en italique mais en corps de texte normal. Elles sont entourées par des guillemets français : « et ».
- Les listes à puces sont à éviter, des paragraphes rédigés étant largement préférés. Les tableaux sont à réserver à la présentation de données structurées (résultats, etc.).
- Les appels de note de bas de page (petits chiffres en exposant, introduits par l'outil «  Source ») sont à placer entre la fin de phrase et le point final[comme ça].
- Les liens internes (vers d'autres articles de Wikipédia) sont à choisir avec parcimonie. Créez des liens vers des articles approfondissant le sujet. Les termes génériques sans rapport avec le sujet sont à éviter, ainsi que les répétitions de liens vers un même terme.
- Les liens externes sont à placer uniquement dans une section « Liens externes », à la fin de l'article. Ces liens sont à choisir avec parcimonie suivant les règles définies. Si un lien sert de source à l'article, son insertion dans le texte est à faire par les notes de bas de page.
- La présentation des références doit suivre les conventions bibliographiques. Il est recommandé d'utiliser les modèles {{Ouvrage}}, {{Chapitre}}, {{Article}}, {{Lien web}} et/ou {{Bibliographie}}. Le mode d'édition visuel peut mettre en forme automatiquement les références.
- Insérer une infobox (cadre d'informations à droite) n'est pas obligatoire pour parachever la mise en page.

Pour une aide détaillée, merci de consulter Aide:Wikification.
Si vous pensez que ces points ont été résolus, vous pouvez retirer ce bandeau et améliorer la mise en forme d'un autre article.
Les Républiques pyrénéennes est le nom, plutôt anachronique, donné à l'organisation politique de plusieurs groupes de vallées entre la France et l'Espagne qui depuis le Moyen Âge jusqu'aux temps modernes ont conservé un certain fonctionnement autonome sur une base semi-démocratique. 

## Historique
Cette quasi-autonomie, exceptionnelle dans l'Europe de l'époque, aurait été historiquement facilitée par la quasi-absence de présence noble dans ces vallées déshéritées, la cohésion de communautés montagnardes luttant ensemble pour leur survie (Serment du plan d'Arrem) et souvent reconnue, faute de mieux, par les souverains de part et d'autre des Pyrénées (Quérimonia) qui n'aurait pas gagné grand-chose à déstabiliser par la force la vie économique fragile de ceux qui acceptaient en théorie de rester leurs sujets.

## Fonctionnement
D'un point de vue général, ces communautés oscillaient de façon opportuniste entre une souveraineté théorique française ou espagnole, ou plus exactement, navarraise, aragonaise, catalane, castillane, ariègeoise, aquitaine ou toulousaine. Clairement, elles jouaient des antagonismes entre ces différentes forces locales, en y rajoutant pour compliquer encore les choses dans leur intérêt, une prise en compte des compétences entre évêchés (Saint Bertrand de Comminges ou Urgell pour le Val d'Aran par exemple) ou entre parlements (id. parlement de Toulouse, d'Auch ou Cortes Catalanes de Barcelone) ou même gouvernement militaire (id. Gouverneur aragonais de Casteth-Leon).
En se basant sur des traités ou des chartes, ils pouvaient éviter le plus possible localement le poids de la présence nobiliaire (id. Marquis de Lés, comtes de Comminges) et dès lors faire reconnaître des organisations villageoises à plusieurs degrés, village, « comarcas » au niveau du canton, conseil de vallée. 
Seules les familles implantées de longue date (casas vielhas) ont généralement voix au chapitre, et se rassemblent pour élire leurs représentants, les consols, ou capitouls, ou proomes, généralement choisis dans une liste de patriarches "Cap de casa", des aînés chefs de maison. Exceptionnellement, les femmes ayant ce statut, avaient le droit de se présenter et de voter, ou de se faire représenter
Les consuls auront un rôle de gestion locale et de représentation au niveau administratif supérieur. Ils sont capables d'imposer leurs décisions à la communauté, d'engager du personnel (secrétaire souvent un religieux ou un juriste, médecin-pharmacien rémunéré par la communauté, avocats pour les conflits juridiques…). 
Le vote peut avoir lieu suivant les vallées, en place publique, comme aujourd'hui encore dans certaines vallées Suisses ou dans l'antique Athènes, ou plus souvent par un tirage au sort (ensaculacio de noms des candidats choisis parmi les cap de casas anciennes. Les consuls, élus en nombre proportionnel à la taille de la communauté, en observant une certaine rotation entre les familles, gouvernaient ensuite ensemble. Ils touchaient des défraiements, pour couvrir leurs déplacements, mais étaient responsables sur la saisie de leurs biens de leur bonne gestion (val d'Aran), dont on devait leur donner quitus, à l'issue de leur mandat. 
Ils se réunissaient souvent dans les églises, et exerçaient un rôle d'arbitrage judiciaire de premier niveau. Ils devaient organiser l'autodéfense de vallées, où le port d'arme, la chasse, la pêche étaient la règle. Une tour de défense, souvent le clocher de l'église, était un recours fortifié pour chaque village. Au mieux, un représentant du roi, gouverneur militaire, supervisait prudemment cela, en restant diplomatiquement enfermé dans sa forteresse ou en faisant de temps à autre une tournée d'inspection.
Les conselhs géraient l'exploitation des pâturages communs, souvent transfrontaliers et garantis par des accords réciproques qu'ils contractaient librement avec d'autres communautés (Lies et passeries), avant de tenter de les faire valider par les souverains de chaque côté de la frontière. L'exploitation des forêts, des mines, et l'organisation du commerce transfrontalier était aussi de leur responsabilité, et avec l'élevage permettait à ces communautés peu favorisées du point de vue agricole de survivre.
Les impôts étaient bien souvent plus limités qu'ailleurs, les impôts royaux sur le sel notamment, quant aux corvées royales, avant Louis XV et les grands intendants du Sud-ouest (Etigny, Riquet…), il était à peu près impossible de les exiger de populations sourcilleuses et promptes à se défendre. Par ailleurs la contrebande a toujours été difficile à réprimer en pays de montagne. 
Les nobles on l'a vu étaient souvent absents, avec leurs privilèges. Les équipements communautaires étaient gérés par le conselhs (Moulin, Pressoir, Boucherie…). Chaque famille avait son four, alimenté par le bois, dont l'exploitation était plus commune qu'en plaine, du fait du défrichage progressif des hautes forêts pour fournir de nouveaux pacages d'altitude.
Le bas clergé, était un débouché naturel pour les cadets de familles, à peu de chose près déshérités, pour contrer le morcellement de terres arables déjà trop réduites. Contrairement à d'autres endroits, ils restaient sur place, en très grand nombre, et étaient nourris en nature par la communauté, en rémunération de divers services (messe des morts, éducation, état civil…). Le capelan de casa est une figure pyrénéenne aussi importante que le cap de casa, qu'il assiste souvent. C'est aussi socialement un moyen de contraception pour la communauté, comme dans la société tibétaine traditionnelle.
Le haut clergé, ainsi que les templiers ou les organisations monastiques étaient en revanche, le plus possible exclus d'une influence directe sur le sort des communautés. La dîme, les carnelages… étaient toutefois perçus, en nature, portés souvent à l'église.

## Suppression
L'ensemble de ces droits a été officiellement supprimé par la Révolution française, même s'ils étaient déjà largement entamés par la montée autocratique du pouvoir royal unifié en France comme en Espagne (Louis XIV, Décrets de Nueva Planta). Le dernier coup a été porté par Napoléon en réorganisant les évêchés, dernier particularisme auquel ces régions pouvaient se raccrocher.